# アンドロス島のバッカス祭

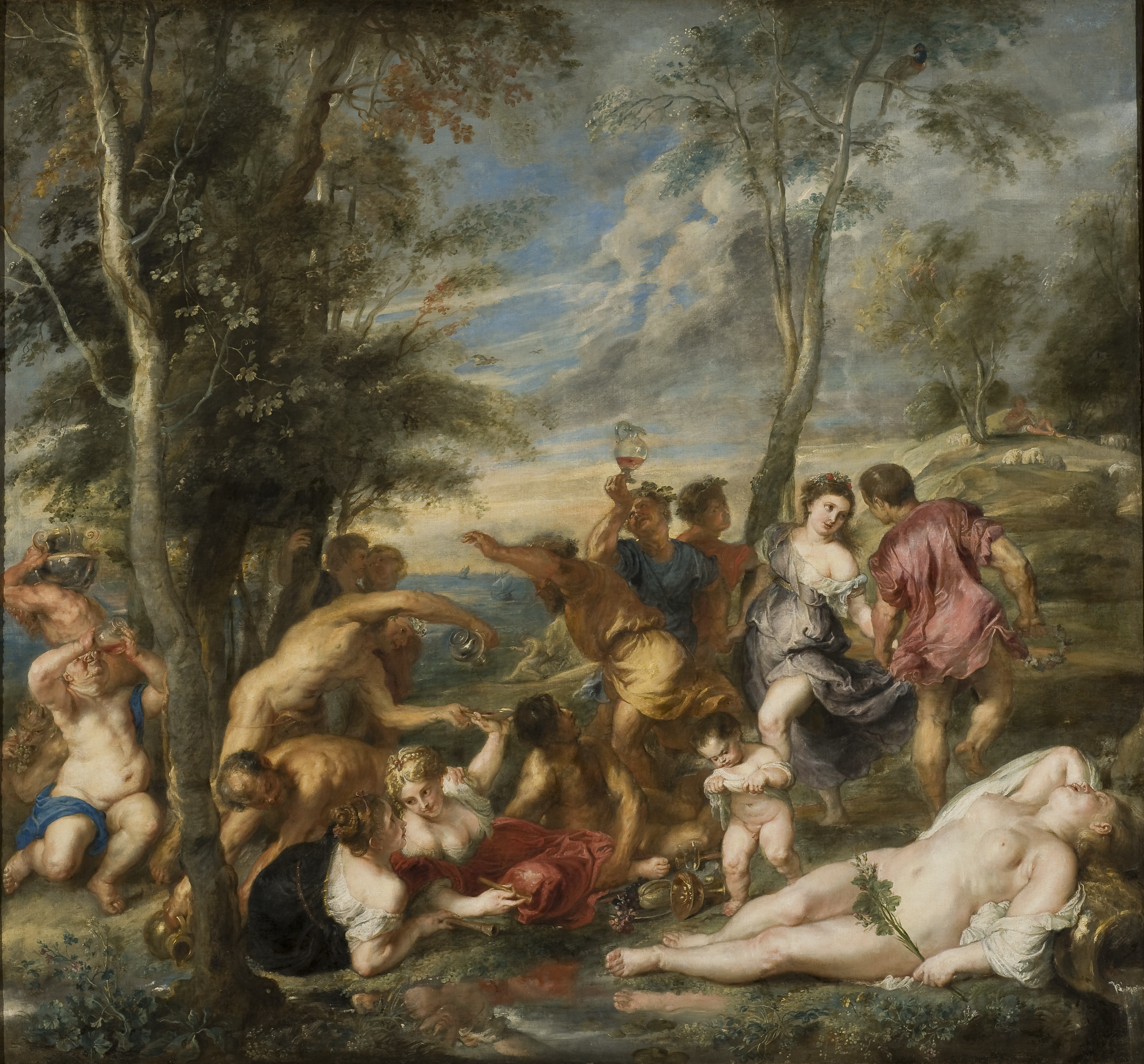
ルーベンスによる模写。ストックホルム、スウェーデン国立美術館所蔵。

『アンドロス島のバッカス祭』（アンドロスとうのバッカスさい、伊: Baccanale degli Andrii, 西: La bacanal de los andrios, 英: The Bacchanal of the Andrians）は、イタリアルネサンス期のヴェネツィア派の巨匠ティツィアーノ・ヴェチェッリオが1523年から1526年頃に制作した神話画である。『アンドロス島の人々』とも呼ばれる。油彩。古代ギリシアの著述家ピロストラトスが『エイコネス』の中で述べている65の芸術作品の1つを描いたもので、フェラーラ公爵アルフォンソ1世・デステの書斎を飾るために制作された。現在はマドリードのプラド美術館に所蔵されている。また17世紀のピーテル・パウル・ルーベンスによる本作品の模写が知られている。

## 制作背景
アルフォンソ1世・デステはエステ城と居館とをつなぐ連絡翼の2階に位置する縦長の部屋「カメリーノ・ダラバストロ」（Camerino d'Alabastro）を書斎として用いたが、この部屋を姉のイザベラ・デステの書斎を真似て絵画を飾ることを企画した。これを神話画の連作としたのは室内装飾を計画したラファエロ・サンツィオのアイデアである。本作品はその最後の作品であり、『ヴィーナスへの奉献』（Omaggio a Venere）、傑作『バッカスとアリアドネ』（Bacco e Arianna）に続いて制作された。ティツィアーノの3作品のうち『ヴィーナスへの奉献』と『アンドロス島のバッカス祭』はピロストラトスの『エイコネス』を典拠としており、『バッカスとアリアドネ』はカトゥルスの『カルミナ』やオウィディウスの『変身物語』を典拠としている。

## 主題
本作品の典拠である『エイコネス』は著者が逗留したナポリの邸宅で見た絵画作品を1つ1つ解説していくエクフラシス作品であり、直接の着想源となっているのは第25章「アンドロス人たち」である。この絵画は端的に言えば酒と狂乱の神ディオニュソスの御業でアンドロス島から葡萄酒が流れ出すという奇跡を描いている。ピロストラトスはおよそ次のように語っている。
ディオニュソスの御業は大地を割り、そこから葡萄酒を溢れ出させ、川となって流れる。その量は普通の川の水量には及ばず、ましてや名だたる大河とは比べるべくもない。しかし流れるのが葡萄酒ともなれば話は別だ。人びとはその驚異に驚き、尊ぶことだろう。男たちはキヅタやサルトリイバラの冠を被って妻子に歌いかけ、あるいは川の両側で踊り、あるいは寝転がる姿が目に浮かぶ。さて、絵画には葡萄の房を敷き詰めて作った寝床に身を横たえた河神が描かれている。葡萄酒はそこから流れ出ているが、その周りには葦のようにテュルソスが生えている。河の流れに沿って河口まで見ていくと、トリトンたちが海中から姿を現して、法螺貝で葡萄酒を掬っている。葡萄酒を飲んでいる者がいれば、流れの中で吹き上げる者や、酔って踊っている者もいる。ディオニュソスはアンドロス島のお祭り騒ぎに加わるために航海し、ちょうど島に到着したところである。酒神はサテュロスやシレノス、信徒たちを従え、さらに宴会好きの精霊《お祭り騒ぎ》と《笑い》を伴っている。

## 作品
ティツィアーノは葡萄酒の川の恵みを享受してお祭り騒ぎに興じるアンドロス島の人々を描いている。人々の多くは前景に描かれている。ある者は葡萄酒を飲みほし、ある者は大地のうえに寝そべり、ある者は踊り、ある者は葡萄酒を給仕し、またある者はガラス容器に注いだ葡萄酒を太陽に透かしてその美しい色に見入っている。中でもひときわ目を引くのは画面右下で熟睡しているニンフ像である。彼女は右腕を頭の後ろに回し、美しい裸体をさらしている。彼女のすぐ奥に葡萄酒が流れる細い川があり、1人の幼い子供が服の裾を持ち上げて放尿している。画面右の奥の丘の上では河神が葡萄の房を敷きつめた寝床の上で熟睡している。また画面の中央部の木の上には1羽のホロホロチョウがとまっている。絵画の特異なディテールの1つは画面中央下部に描かれた楽譜である。これは1515年前後にフェラーラに滞在したフランドルの音楽家アドリアン・ヴィッラールトが古代ギリシアの音楽の再現を試みたカノンで、楽譜にはフランス語で「酒を飲んで杯を重ねない者は、酒を飲むことを知らぬ者」（Chiboyt et ne reboyt il ne seet que boyre soit）と記されている。

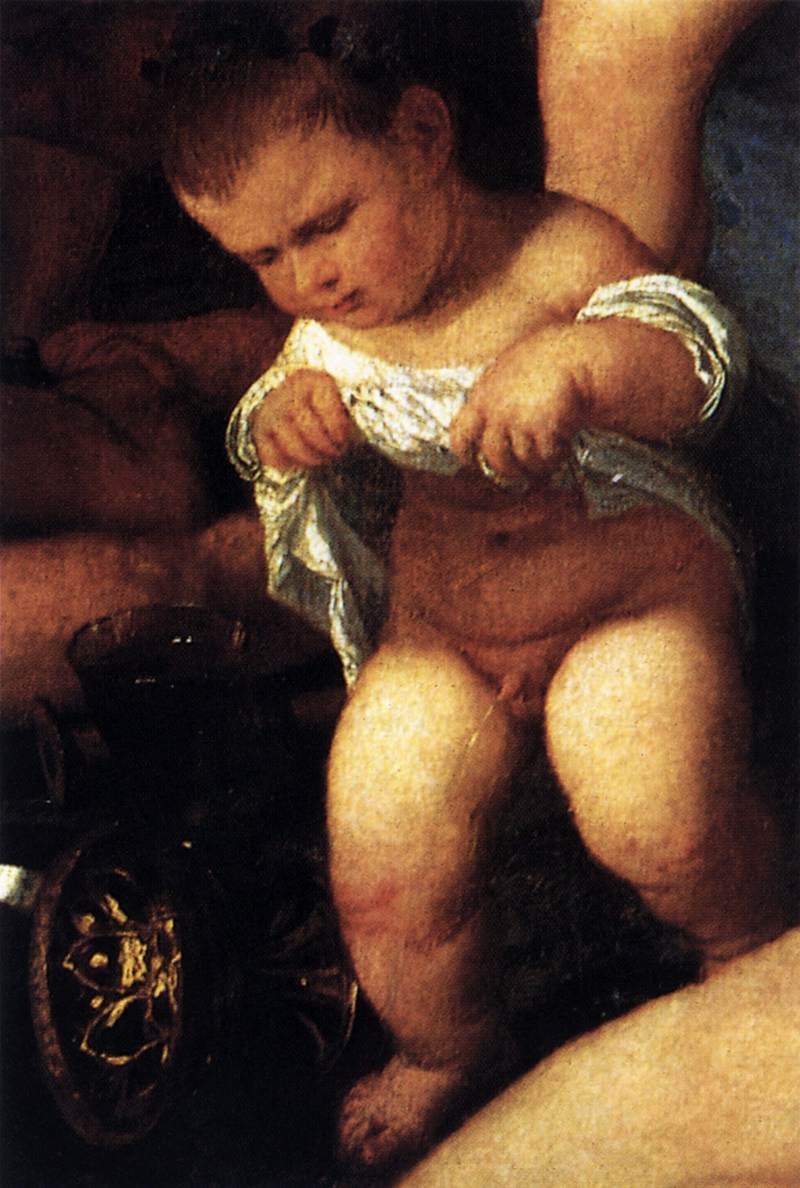
放尿する子供として描かれたお祭り好きの精霊《笑い》。

本作品は『ヴィーナスへの奉献』と同様に『エイコネス』に基づいた古代芸術の復興の試みだが、『ヴィーナスへの奉献』とは異なりテキストにそれほど忠実ではない。おそらくティツィアーノは画面が煩雑になることを避けるため、アンドロス島の人々の描写を中心に据えて、それ以外のものを大胆に省略している。河神は『エイコネス』の記述通りに葡萄の寝床で眠っているが、その場所に葡萄酒の川は描かれていない。川の流れはごく一部しか描かれておらず、島内をどう流れているか画面からは確認できないし、川の河口で戯れるトリトンの姿もない。またディオニュソスは港に船を停泊させて島に上陸したと語られているが、ディオニュソスのものと思われる背景の帆船が島に接近してはいるが、今だ航海の途上にあり、この点も『エイコネス』の記述と異なっている。
絵画の最も奇妙な点は眠るニンフと放尿している子供である。これらの人物像はいずれも『エイコネス』に対応する記述がない。かつて眠るニンフは英雄テセウスがナクソス島に置き去りにしたクレタ島の王女アリアドネと考えられていた。しかし描かれている場所はナクソス島ではなくアンドロス島であるからアリアドネであるはずはなく、もし仮にティツィアーノが矛盾を承知の上でアリアドネを登場させたのであれば、『エイコネス』に基づいて古代芸術を復活させようとする試みにおいて重大な欠点となる。この問題に解決の糸口をもたらしたのはフランチェスコ・コロンナの小説『ポリフィロの愛の戦いの夢』の木版画挿絵であった。この中の寝そべった姿で熟睡するニンフの石像噴水の挿絵に対して「狂乱」という銘文が添えられている。当時の人文主義者が学んだ中世ギリシア語では「狂乱」を意味する単語は「睡眠」を意味する単語と音韻が似ているために混同され、その結果「狂乱の挙句の熟睡」を意味した。また2人のニンフに支えられて放尿する子供の石像噴水の挿絵に対しては「滑稽なる者」という銘文が添えられている。これをティツィアーノの絵画に照らし合わせると、画中のニンフはアンドロス島の祝祭で狂乱した挙句に熟睡していると解釈できる。この発見から眠るニンフと放尿している子供が、実は『エイコネス』で語られている宴会好きの精霊《お祭り騒ぎ》と《笑い》であると判明した。
ティツィアーノは古今の広範囲の芸術作品に触発されて絵画の登場人物を描いている。画面の中央で身を横たえている男性像はミケランジェロ・ブオナローティの『カッシナの戦い』の右下隅の男性像に由来している。また見事な裸婦として描かれた眠るニンフ（お祭り騒ぎ）は、当時ヴァチカンで『クレオパトラ』として知られ、15世紀から北イタリアの芸術家に複製された古代ローマの石棺『眠るアリアドネ』であり、マイナスと思しき白いドレスを着た女性像はグリマーニ・コレクション（Grimani collection）の古代のトルソを思い出させる。さらに画面左側でワインを注ぐ裸の男性像は、1514年から1515年にローマで発見された彫刻『瀕死のガリア人』の図像を再加工したものであり、ティツィアーノはすでにカピトリーノ美術館の『キリストに洗礼を施す洗礼者聖ヨハネ』（Saint John the Baptist in the Baptism）にこの図像を用いている。

## 影響
ティツィアーノがアルフォンソ1世・デステのために制作した3作品は後代の画家たちによって繰り返し模写され、バロック絵画に影響を与えた。有名な例としてまずパドヴァニーノ（1616-1623年頃）が挙げられる。彼は絵画がイタリアを離れる前に3作品のほぼ原寸大の模写を残しており、これらは現在ベルガモのアッカデミア・カッラーラに所蔵されている。最も有名な摸写はピーテル・パウル・ルーベンスによって描かれた。本作品と『アンドロス島のバッカス祭』の模写は現在ストックホルムのスウェーデン国立美術館に所蔵されている。

## 来歴

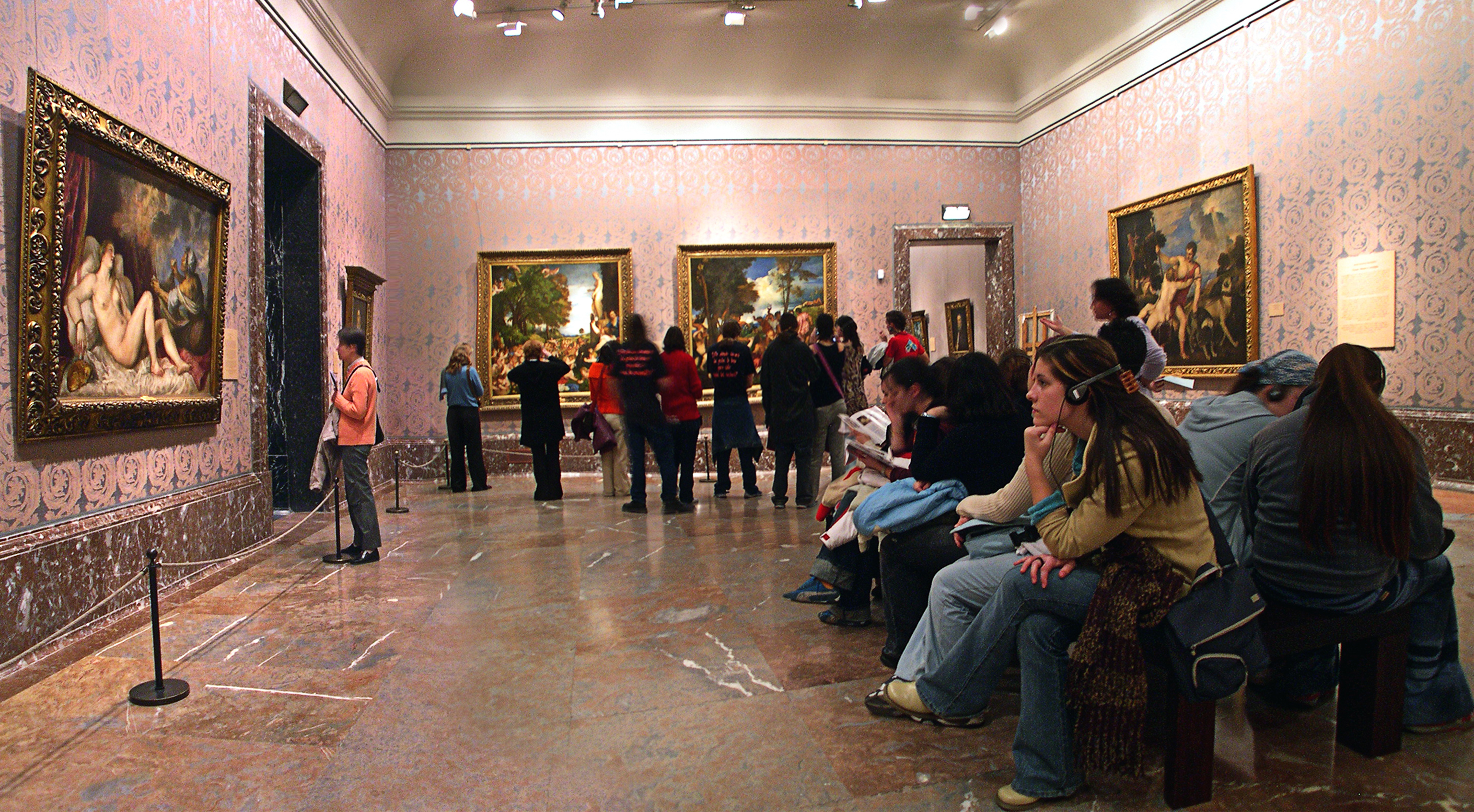
プラド美術館での展示風景。左の壁に『ダナエ』、中央に本作品と『ヴィーナスへの奉献』、右の壁に『ヴィーナスとアドニス』。

1598年にアルフォンソ2世・デステの死によってエステ家の直系の子孫が途絶えた後、フェラーラは教皇領に併合され、アルフォンソ1世・デステの書斎に由来する絵画もピエトロ・アルドブランディーニ枢機卿によって没収され、アルドブランディーニ家のコレクションとしてローマに送られた。
その後、3作品のうち『バッカスとアリアドネ』はアルドブランディーニ家が所有し続けたが、『ヴィーナスへの奉献』と『アンドロス島のバッカス祭』は1621年にルドヴィーコ・ルドヴィーシ枢機卿の手に渡った。ルドヴィーコは優れた絵画のコレクターであり、ティツィアーノの他にもヴェロネーゼ、ヤコポ・バッサーノ、ジョヴァンニ・ベッリーニ、ドッソ・ドッシ、グエルチーノ、グイド・レーニ、ドメニキーノといった画家の作品を所蔵していた。
ルドヴィーコの死後、絵画は彼の兄弟のピオンビーノ公ニコロ・ルドヴィージが所有し、1637年にナポリ副王マニュエル・デ・アセヴェド・イ・スニガを通じてスペインのフェリペ4世に本作品と『アンドロス島のバッカス祭』を贈った。ドメニキーノはイタリアから両作品が失われることを嘆いたと伝えられている。スペインでは1666年からマドリードのアルカサルで飾られ、アルカサスが火事で全焼した1734年から1776年までブエン・レティーロ宮殿に飾られた後、1821年にプラド美術館に所蔵された。

## ギャラリー
現在、エステ城ではアルフォンソ・デステの書斎「カメリーノ・ダラバストロ」が再現されており、絵画は下図のように配置されている。このうち右側の壁に掛けられたのは左から順に『アンドロス島のバッカス祭』、ジョヴァンニ・ベリーニ『神々の饗宴』 、『ヴィーナスへの奉献』であり、本作品は壁の左端に配置されている。『バッカスとアリアドネ』およびドッソ・ドッシの『バッカス祭』は出入り口横の壁に配置されている。